# Greve Idræts Center
Greve Stadion er et fodboldstadion, en del af Greve Idræts Center, i Greve Strand som er hjemsted for en af byens fodboldklubber, Greve Fodbold.